# Georgi Markow (Gewichtheber)
Georgi Markow (bulgarisch Георги Марков; * 12. März 1978 in Burgas) ist ein ehemaliger bulgarischer Gewichtheber und Weltrekordhalter im Reißen mit 165,0 kg in der Klasse bis 69 kg.

## Sportliche Karriere
Georgi Markow gewann bei den Olympischen Spielen 2000 in der Klasse bis 69 kg die Silbermedaille. Zu den Weltmeisterschaften 2003 in Vancouver wurde er das erste Mal des Dopings überführt, als er und zwei seiner Mannschaftskollegen, Galabin Boewski und Slatan Wassilew, dieselbe Urinprobe abgegeben hatten. Er erhielt daraufhin eine 18-monatige Wettkampfsperre.
Im Vorfeld der Olympischen Spiele 2008 wurde Markow mit zehn weiteren bulgarischen Hebern erneut positiv getestet und der Athlet, der unter anderem in der deutschen Bundesliga startete, erhielt als Wiederholungstäter eine lebenslange Sperre.

## Persönliche Bestleistungen
- Reißen: 165,0 kg in der Klasse bis 69 kg 2000 in Sydney (aktueller Weltrekord).
- Reißen: 172,0 kg in der Klasse bis 85 kg 2007 in Chiang Mai.
- Stoßen: 202,5 kg in der Klasse bis 77 kg.
- Zweikampf: 370,0 kg in der Klasse bis 77 kg.